# Epilobium margaretiae
Epilobium margaretiae là một loài thực vật có hoa trong họ Anh thảo chiều. Loài này được Brockie mô tả khoa học đầu tiên năm 1965.